# Metil mercúrio

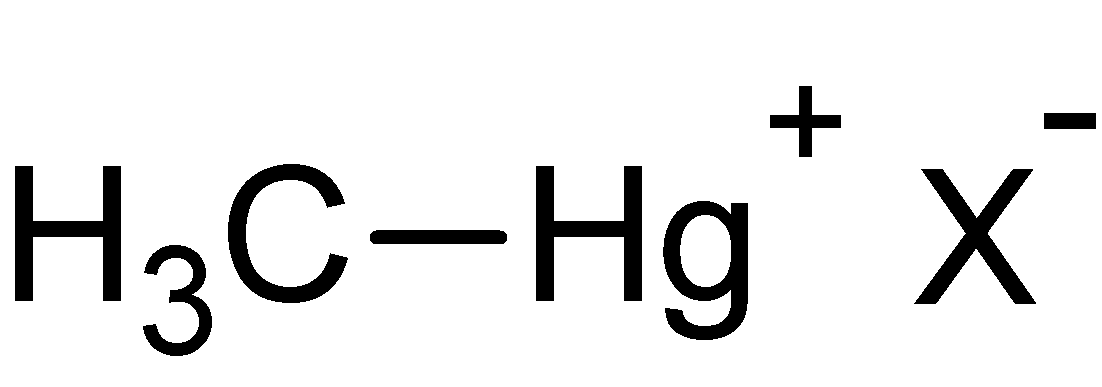
Fórmula. X é qualquer anião

Metil mercúrio (também citado como metilmercúrio) é um cátião organometálico com a fórmula [CH3Hg]+. É um poluente ambiental bioacumulativo.
É o principal composto químico relacionado a intoxicação por mercúrio em humanos. Isso ocorre devido, principalmente, a sua alta capacidade de bioacumular dentro da cadeia alimentar marinha e sua facilidade em atravessar barreiras celulares, incluindo a barreira hematoencefálica.